# Eois bellissima
Eois bellissima är en fjärilsart som beskrevs av W. Warren 1904. Eois bellissima ingår i släktet Eois och familjen mätare. Inga underarter finns listade i Catalogue of Life.